# Piotr Budzyński
Piotr Marek Budzyński – polski matematyk, doktor habilitowany nauk matematycznych, profesorUniwersytetu Rolniczego im. Hugona Kołłątaja w Krakowie, specjalista od teorii operatorów.

## Kariera naukowa
W 2003 roku na Uniwersytecie Jagiellońskim uzyskał tytuł magistra matematyki. W 2006 roku został zatrudniony na Uniwersytecie Rolniczym im. Hugona Kołłątaja w Krakowie. W 2008 roku na Wydziale Matematyki i Informatyki UJ uzyskał stopień doktora nauk matematycznych w zakresie matematyki na podstawie rozprawy pt. Subnormalność C0-półgrup operatorów kompozycji na przestrzeniach L2, której promotorem był prof. Jan Stochel. W 2019 roku Wydział Matematyki i Informatyki tej samej uczelni nadał mu stopień doktora habilitowanego nauk ścisłych i przyrodniczych w dyscyplinie matematyki na podstawie pracy pt. Ważone operatory podstawiania w przestrzeniach typu L2: subnormalność, refleksywność oraz powiązane zagadnienia.